# AH Maude’s Stores

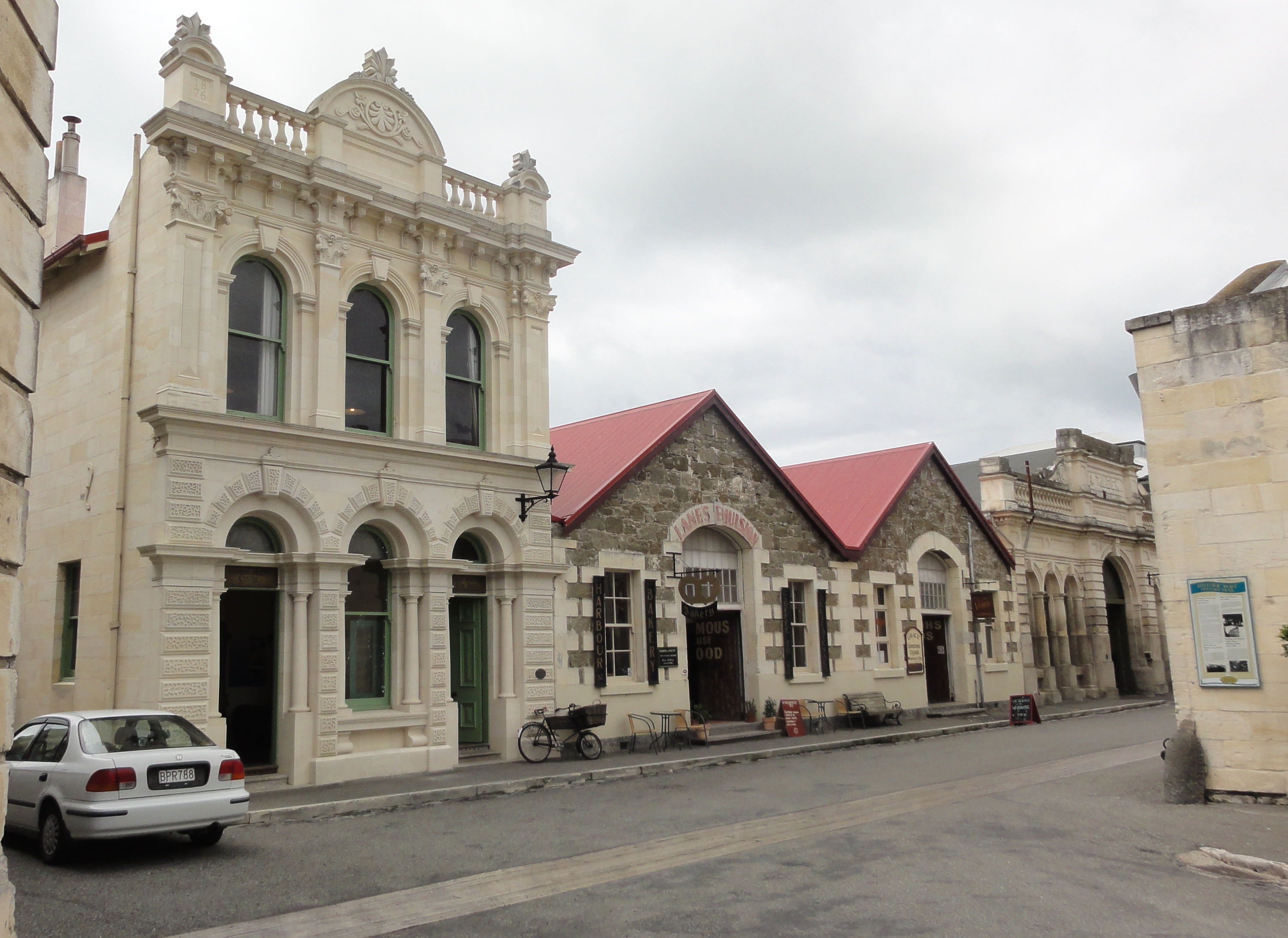
Beginn der Harbour Street, in der Mitte AH Maude’s Stores

Die AH Maude’s Stores sind ein historisches Bauwerk in der Harbour Street 4 im viktorianischen Stadtkern der neuseeländischen Stadt Oamaru in der Region Otago.
Es wurde 1875 nach Entwürfen der Architekten Forrester & Lemon im historischen Stadtkern Oamarus als Lagerhaus im Umfeld des damals bedeutenden Seehafens erbaut.  Im Gegensatz zu vielen im viktorianischen Stil ganz aus Oamaru Stone errichteten Bauwerken des Zentrums wird hier eine kontrastreiche Kombination aus weichem, weißem Kalkstein und hartem, dunklem Basalt eingesetzt.
Bereits ein Jahr später wurde das Gebäude um Auktions- und Büroräume erweitert.
Später wurde es zur Herstellung von Lanes Emulsion, eines Kräftigungsmittels für Kinder, genutzt. Heute wird es von einem Holländer als Bäckerei betrieben, in der handwerklich Backwaren hergestellt werden. Diese sind im von industriell hergestellten Backwaren dominierten neuseeländischen Markt eine Seltenheit.
Am 2. Juli 1987 wurde das Gebäude vom New Zealand Historic Places Trust unter der Nummer 4691 als Denkmal der Kategorie 2 (Historic Place Category II) eingestuft.
Das Bauwerk ist Teil des ebenfalls unter Schutz stehenden Ensembles Harbour/Tyne Street Historic Area.
Die Nachbarhäuser, das Oamaru Harbour Board Office und Meek’s Grain Store, sind ebenfalls Baudenkmale.